# Montville (Maine)
Pour les articles homonymes, voir Montville (homonymie).
La ville de Montville est située dans le comté de Waldo, dans l’État du Maine, aux États-Unis. Sa population s’élevait à 1 032 habitants lors du recensement de 2010, estimée à 1 042 habitants en 2014.

## Histoire
Montville a été incorporée le 18 février 1807 et nommée d’après le français « ville de montagne ».

## Démographie
| Groupe            | Montville | Maine | États-Unis |
| ----------------- | --------- | ----- | ---------- |
| Blancs            | 96,1      | 95,2  | 72,4       |
| Métis             | 2,3       | 1,6   | 2,9        |
| Asiatiques        | 0,4       | 1,0   | 4,8        |
| Afro-Américains   | 0,4       | 1,2   | 12,6       |
| Autres            | 0,8       | 1,1   | 7,3        |
| Total             | 100       | 100   | 100        |
|                   |           |       |            |
| Latino-Américains | 2,2       | 1,3   | 16,7       |

Selon l'American Community Survey, pour la période 2011-2015, 96,5 % de la population âgée de plus de 5 ans déclare parler l'anglais à la maison, 2,25 % déclare parler le français, 0,5 % l'arabe, 0,38 % une langue africaine et 0,38 % l'espagnol.